# 丹尼斯·谢泼德
丹尼斯·谢泼德（英語：Dennis Shepherd，1926年10月11日—2006年6月12日），南非男子拳击运动员。他曾代表南非参加1948年夏季奥林匹克运动会拳击比赛，获得一枚银牌。他也曾参加1950年大英帝国运动会。